# Lucas Biglia
Lucas Rodrigo Biglia, född 30 januari 1986 i Mercedes, Buenos Aires, Argentina, är en argentinsk före detta fotbollsspelare som spelade som mittfältare. Han representerade under sin karriär Argentinas landslag.

## Karriär
Den 16 juli 2017 värvades Biglia av AC Milan, där han skrev på ett treårskontrakt.

## Meriter

### Klubblag
Anderlecht
- Jupiler League: 2006–2007, 2009–2010, 2011–2012, 2012–2013
- Belgiska cupen: 2007–2008
- Belgiska Supercupen: 2006, 2007, 2010, 2012

### Internationellt
Argentina
- U20-VM: 2005